# Semidalis brasiliensis
Semidalis brasiliensis är en insektsart som beskrevs av Meinander 1974. Semidalis brasiliensis ingår i släktet Semidalis och familjen vaxsländor. Inga underarter finns listade i Catalogue of Life.